# ラシッド・ブシャール
ラシッド・ブシャール（Rachid Bouchareb、1953年9月1日 - ）はフランス出身の映画監督・プロデューサー・脚本家。

## 来歴
パリ出身。アルジェリア系。1977年から1983年までフランスのテレビ局でアシスタント・ディレクターとして働く。1980年代から短編映画の制作をはじめ、1985年には初の長編映画を監督。1988年には自身のプロダクション・カンパニーを設立。2006年の『デイズ・オブ・グローリー』はセザール賞脚本賞を受賞し、アカデミー外国語映画賞にもノミネートされた。

## 主な作品

### 監督
- デイズ・オブ・グローリー Indigènes (2006)
- ロンドン・リバー London River (2009)

### プロデュース
- ユマニテ L'humanité (1999)
- 好きと言えるまでの恋愛猶予 La Bande du Drugstore (2002)
- フランドル Flandres (2006)
- カミーユ・クローデル ある天才彫刻家の悲劇 Camille Claudel 1915 (2013)